# Octobre 2009

## Faits marquants
- 4 octobre — Catch : Hell in a Cell (2009).
- 10 octobre : des hommes armés attaquent le Q.G. de l'armée pakistanaise à Rawalpindi. L'attaque dure deux jours et fait une vingtaine de morts.
- 11 octobre - Portugal : élections locales. Le Parti socialiste (PS) conserve la mairie de Lisbonne, le Parti social-démocrate (PPD/PSD) celle de Porto.
- 17 octobre : l'armée pakistanaise lance son offensive terrestre dans le Waziristan du Sud dans le cadre de l'opération Rah-e-Nijat.
- 22 octobre : sortie mondiale du système d'exploitation Windows 7 de Microsoft.
- 25 octobre — Catch : Bragging Rights (2009).
- 26 octobre : sortie de This Is It, album posthume de Michael Jackson.
- 28 octobre, Allemagne :
  - Angela Merkel est réélue chancelière fédérale. Formation du cabinet Merkel II : Guido Westerwelle obtient le portefeuille des Affaires étrangères, Wolfgang Schäuble celui des Finances, et Karl-Theodor zu Guttenberg devient ministre fédéral de la Défense. À 36 ans, le libéral Philipp Rösler est le benjamin du gouvernement.
  - Norbert Lammert est réélu président du Bundestag.
- 30 octobre - Allemagne : Christine Lieberknecht est investie Ministre-présidente de Thuringe. Elle est la première femme de l'Union chrétienne-démocrate d'Allemagne (CDU) à occuper un tel poste.